# Fay D. Florite
Fay D. Flourite (ファイ・D・フローライト?, Fai D. Furōraito) è un personaggio della serie Tsubasa RESERVoir CHRoNiCLE delle CLAMP. È uno dei due personaggi creati apposta per la serie, insieme a Kurogane. Viene in seguito rivelato che il vero nome è Yuui (ユゥイ?).
Nella guida ufficiale giapponese sui personaggi pubblicata dalle CLAMP, il suo nome appare come "Fay D. Flourite", poiché il nome deriva dalla pietra fluorite, come affermato nel manga.

## Personalità
Di tutti i compagni di viaggio di Shaoran, Fay è il più enigmatico. Apparentemente sembra una persona spensierata, sempre sorridente e amichevole con tutti. Si diverte a prendere in giro Kurogane, chiamandolo con buffi soprannomi, cosa che manda l'altro su tutte le furie. Tuttavia, Fay ha dimostrato di essere acuto ed abile in battaglia quanto Kurogane. Inoltre sembra portare un enorme peso nel proprio cuore, ed in battaglia non si preoccupa di lottare con tutte le proprie forze per salvarsi la vita, ma soltanto se qualcuno a cui tiene molto è in pericolo. Nonostante Fay nasconda bene la propria infelicità, Kurogane si accorge che la sua allegria è solo una maschera. Eppure, ogni volta che tenta di affrontare il discorso, il mago risponde sempre in modo evasivo ed enigmatico. Il motivo per cui agisce in questo modo è il suo passato, qualcosa che Fay non è in grado di superare, così nasconde tutto dietro un sorriso.
Pur sembrando un tipo amichevole, Fay si mantiene distante, non permettendo a nessuno di avvicinarsi troppo a lui e conoscere i suoi veri pensieri. Nonostante questo, Kurogane si è accorto che il mago è diventato molto legato a Shaoran e Sakura
Il comportamento di Fay cambia radicalmente dopo essere diventato un vampiro ed è costretto a bere il sangue di Kurogane pur di sopravvivere. Inizia a comportarsi in modo molto più freddo nei confronti di tutti eccetto Sakura, e inizia a chiamare Kurogane con il proprio nome. Tuttavia, dopo gli eventi di Selece, il mago sembra comportarsi nuovamente come all'inizio della serie, chiamando Kurogane con i buffi soprannomi, e sorridendo probabilmente con il suo vero sorriso.
Fay si preoccupa per i suoi compagni di viaggio, e per la loro salvezza è disposto anche a rompere le promesse, ad esempio quella di non usare la propria magia. Quando Kurogane lo interroga al riguardo, risponde che nessuno deve trovarsi in pericolo a causa sua; l'altro afferma che il mago dovrebbe preoccuparsi del proprio presente e futuro, e smettere di pensare al passato, che non ha nulla a che vedere con gli altri compagni. Ma Fay, rimasto solo, dice a se stesso che questo non è possibile.

## Storia
Nella sua prima apparizione vediamo Fay sigillare Ashura, re del paese di Celes, nel fondo di una vasca. In seguito trasforma Chii (personaggio originario di Chobits), da lui creata, in uno schermo protettore simile ad una rete, ordinandole di avvertirlo qualora il Re Ashura dovesse risvegliarsi. Il mago usa così la propria magia per viaggiare da una dimensione all'altra; il suo scopo è quello d'incontrare la Strega delle Dimensioni, Yuko Ichihara.
A differenza degli altri compagni di viaggio, i motivi per cui Fay si unisce al gruppo sono quelli
più avvolti nel mistero. È l'unico a raggiungere di proposito il negozio di Yuko, grazie ai propri poteri. Il suo desiderio è quello di non fare più ritorno a Celes, ma dato che il prezzo da pagare sarebbe stato troppo alto, viaggia invece con il gruppo. Il mago teme il risveglio di Ashura, perché è sicuro che il re lo seguirebbe attraverso le dimensioni pur di trovarlo.

### Celes ed il castello Leval
All'inizio della serie viene rivelato che Fay proviene dal regno di Celes. Si sa molto poco del suo mondo, eccetto che sembra essere un mondo basato sulla magia.
Due delle piume di Sakura sono cadute nel regno di Selece e con il potere di queste piume Fay ha creato Chii. Inoltre egli imprigiona il re in un sonno profondo, su cui fa la guardia Chii.
Nel capitolo 154 del manga viene detto che il re Ashura risiede nel castello Leval. Il regno sembra essere perennemente coperto da una coltre di neve.

### Passato
Quando il passato di Fay è finalmente rivelato, si scopre che "Fay" ha un gemello, ed in realtà il vero nome di Fay è Yuui. Il padre dei due gemelli è il fratello minore dell'imperatore, il principe. Nella regione di Valeria (luogo di nascita dei gemelli) è già stata anticipata la nascita di un figlio per il principe, ma la nascita di due gemelli è considerata di cattivo auspicio. Poco dopo la loro nascita il padre muore, mentre la madre dei gemelli si suicida, maledicendosi per averli dati alla luce. Insieme ad altri avvenimenti sfortunati, i raccolti diventano scarsi e l'acqua non potabile. Inoltre i poteri magici dei gemelli, se sommati, equivalgono quelli dell'imperatore stesso. Una volta cresciuti, i loro poteri sarebbero diventati perfino più potenti.
L'imperatore di Valeria teme i gemelli, ma teme ancora di più ucciderli poiché questo porterebbe maggiore sfortuna. Decide così che l'unico modo per fermare la "maledizione" è quello di rendere i gemelli infelici. Così dà loro un ultimatum: uno dei due deve uccidere l'altro; se non lo faranno, entrambi saranno rinchiusi, uno separato dall'altro, in un luogo dove la magia non ha effetto e il tempo non scorre. Poiché nessuno dei due ha intenzione di uccidere il proprio gemello, vengono gettati in una torre che si trova in una valle molto profonda (dove vengono solitamente abbandonati i corpi dei peccatori). Fay viene rinchiuso in cima alla torre, mentre Yuui alla base, entrambi condannati a non lasciare quel luogo "fino alla distruzione del mondo".
Essendo impossibile per Fay scappare dalla cima della torre, Yuui tenta in ogni modo di arrampicarsi per uscire dalla prigione, in modo che entrambi possano fuggire. Nonostante il bambino usi perfino i corpi accumulati come scala per salire, la parete è comunque troppo alta e non è in grado di lasciare quel luogo. In seguito l'imperatore diventa pazzo, e dopo aver ucciso tutti gli abitanti di Valeria fuorché i gemelli, si suiciderà gettandosi nella valle di fronte allo sguardo terrorizzato di Yuui. Prima di morire gli ricorda che la loro nascita è la causa di tutta la sfortuna, e pagheranno per quel "peccato" rimanendo le uniche persone in vita a Valeria.
Infine, Fei Wong Reed giunge da un altro mondo, offrendo una via di fuga. Tuttavia pone come condizione che solo uno dei due potrà scappare, e dovranno decidere chi...Fay sceglie di salvare Yuui, e per questo perde la vita, essendo gettato giù dalla torre. Fei Wong manipolerà i ricordi di Yuui, cosicché il bambino crederà di aver scelto lui stesso di salvarsi a scapito della vita del gemello. In questo modo, spinto dal senso di colpa, accetterà di servire l'uomo. Inoltre, allo scopo di riportare in vita Fay, Yuui si mostra disposto a ricevere due maledizioni, una delle quali è cancellata dalla sua memoria, perché secondo Fei Wong "non vi è alcun bisogno" che se ne ricordi. L'uomo rivela a Yuui che presto qualcuno lo porterà via da lì, ma per riportare il gemello in vita dovrà, in futuro, intraprendere un viaggio con "una principessa" (Sakura) ed "un clone" (Shaoran) provenienti da un'altra dimensione, e dovrà fare il possibile per proteggere la principessa finché non tornerà nel proprio paese e dovrà essere anche disposto ad uccidere chi sarà d'ostacolo, come "la pedina della Strega" (Kurogane). Fei Wong aggiunge che una volta lasciato quel luogo, Yuui vivrà in un paese (Selece) in cui troverà una piuma, e dovrà metterla nel corpo di Fay affinché non si decomponga. Il viaggio di Yuui dovrebbe iniziare quando troverà una seconda piuma, che dovrà dare alla principessa una volta incontrata affinché non muoia. Così Fei Wong va via, ricordando al bambino che sarà la sua pedina finché non avrà esaudito il suo desiderio ed entrambe le maledizioni non saranno scomparse.
Più tardi, proprio come l'uomo aveva predetto, qualcuno giunge per prendere Yuui: il re Ashura, che lo condurrà nella regione di Selece.